# Toni Jović
Toni Jović (Nova Gradiška, 2 settembre 1992) è un calciatore croato, attaccante dello Sloga Doboj.

## Palmarès
- Campionato bosniaco: 2

Zrinjski Mostar: 2016-2017, 2017-2018